# Rachelkapelle

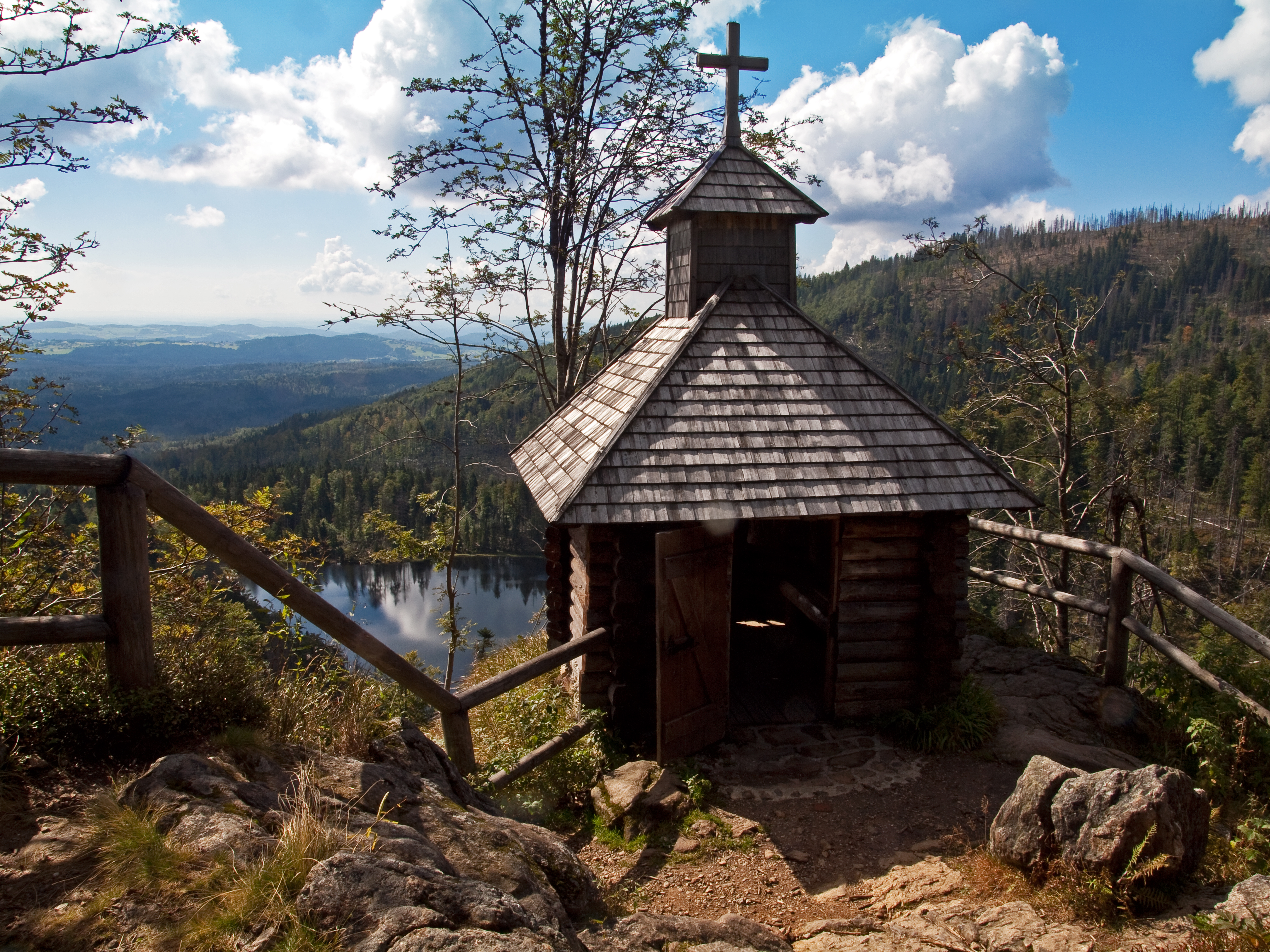
Die Rachelkapelle, im Hintergrund der Rachelsee

Die Rachelkapelle ist eine Kapelle am Großen Rachel im Bayerischen Wald. Wegen der Nähe zum Rachelsee, der knapp 300 Meter Luftlinie südlich liegt, wird sie auch Rachelseekapelle genannt.
Die in 1212 Metern Höhe über dem Meeresspiegel auf einem Felsvorsprung 142 Meter Höhendifferenz oberhalb des Rachelsees gelegene Kapelle geht auf einen Ursprungsbau des Jahres 1885 zurück, errichtet vom Spiegelauer Forstmeister Ludwig Leythäuser (1851–1931). Diese ganz aus Holz erbaute Kapelle brannte nach dem Zweiten Weltkrieg nieder.
1951 entstand ein Neubau an gleicher Stelle, abermals vollständig aus Holz. Im Inneren wurde die neue Kapelle mit Schnitzereien des Spiegelauer Herrgottschnitzers Johann Lentner (* 5. September 1894; † 11. September 1977) verziert.

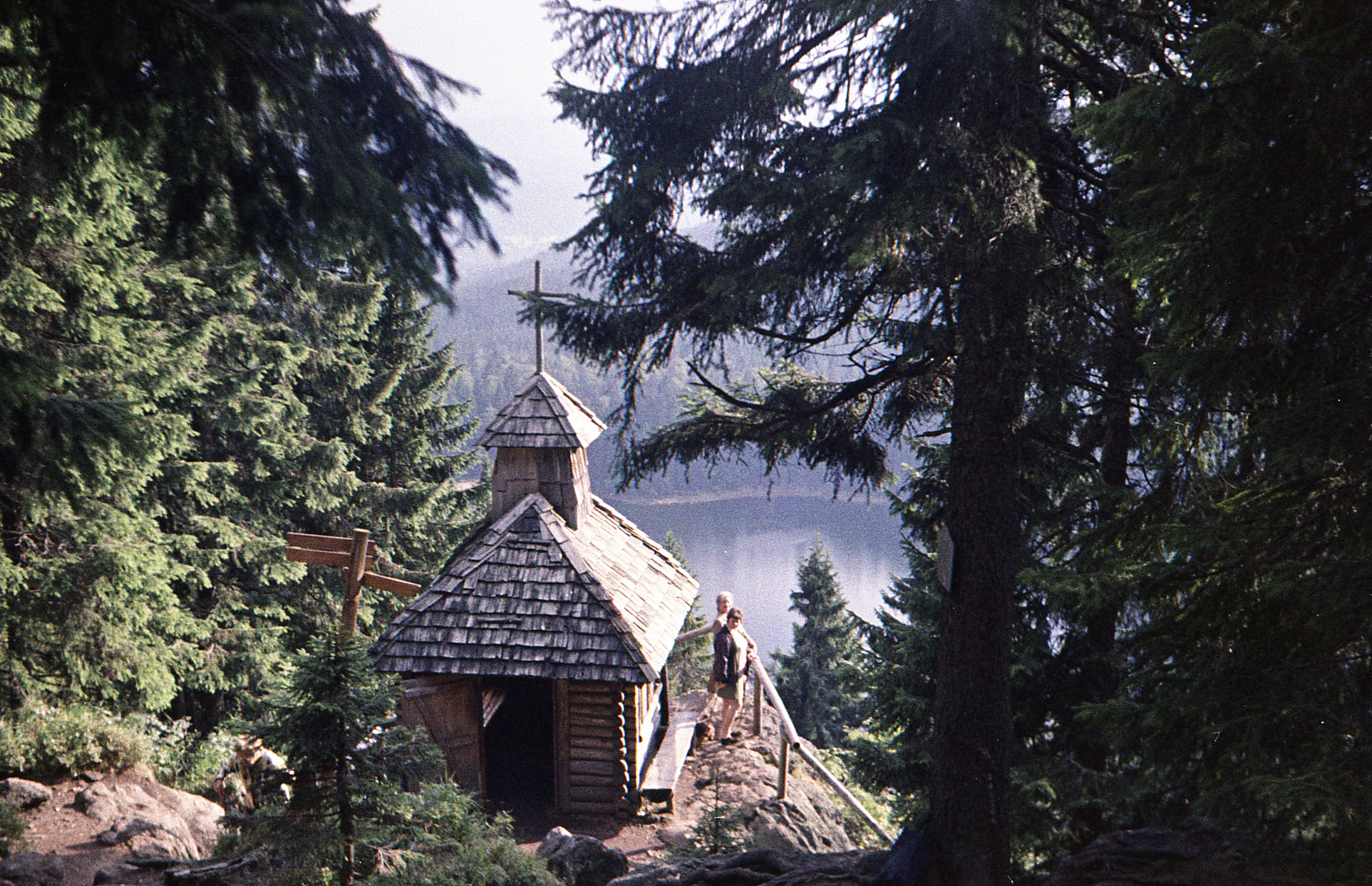
Die 1972 niedergebrannte Rachelkapelle im Herbst 1971

Nachdem diese zweite Rachelkapelle am 19. März 1972 ebenfalls einem Brand durch Brandstiftung zum Opfer gefallen war, wurde sie in gleicher Gestalt wieder aufgebaut und erneut mit von Johann Lentner geschaffenen Schnitzereien ausgestattet.
Ende der 1990er Jahre hatte sich der Zustand der Kapelle durch Witterungseinflüsse und Alterungserscheinungen stark verschlechtert, so dass eine grundlegende Sanierung notwendig wurde, die einen nahezu kompletten originalgetreuen Neubau des Holzgebäudes einschloss. Die Arbeiten waren mit der Einweihung am 24. Juni 2000 abgeschlossen.
Im Dachreiter hängt eine Glocke im Ton cis3. Sie wurde von Rudolf II. Perner in Passau im Jahr 1971 gegossen. Die Glocke hängt an einem verkröpften Stahljoch mit fliegendem Klöppel und wird von Hand geläutet.